# 150
| 150                |
| ------------------ |
| Dødsfald - Fødsler |
|                    |

| Gregoriansk kalender | 150 CL                  |
| Ab urbe condita      | 903                     |
| Armensk kalender     | I/T                     |
| Kinesiske kalender   | 2846 – 2847 己丑 – 庚寅 |
| Etiopisk kalender    | 142 – 143               |
| Jødisk kalender      | 3910 – 3911             |
| Hindukalendere       |                         |
| - Vikram Samvat      | 205 – 206               |
| - Shaka Samvat       | 72 – 73                 |
| - Kali Yuga          | 3251 – 3252             |
| Iransk kalender      | 472 BP – 471 BP         |
| Islamisk kalender    | 487 BH – 486 BH         |

Se også 150 (tal)